# Tramwaje w Nowopołocku
Tramwaje w Nowopołocku − system komunikacji tramwajowej działający w białoruskim mieście Nowopołock. Jest to jedna z dwóch sieci tramwajowych w obwodzie witebskim.
Budowę trasy tramwajowej rozpoczęto w 1971 r., a zakończono w 1974 r. Tramwaje w Nowopołocku uruchomiono 21 maja 1974 r. Tramwaj łączy miasto z zakładami przemysłowymi.

## Linie
W mieście są dwie linie, druga linia jest krótszą wersją pierwszej.
| Nr | Trasa | Długość | Data uruchomienia | Uwagi                                                                    |
| -- | --- | ------- | ----------------- | ------------------------------------------------------------------------ |
| 1  | (ros.) Zawod „Izmieritiel” – Komsomołskaja ulica – ulica Błochina – Promyszlennaja ulica – Tramwajnyj park – „Nitron” | 9,1 km  | 21 maja 1974 r.   |                                                                          |
| D  | (ros.) Zawod „Izmieritiel” – Komsomołskaja ulica – Promyszlennaja ulica – Tramwajnyj park                             | 4,6 km  | 3 czerwca 2004 r. | Krótszy wariant linii nr 1. Kursuje w godzinach porannych i wieczornych. |

Planowane było przedłużenie linii do Połocka, ale dotychczas nie zostało ono zrealizowane.

## Tabor
Podstawę taboru w Nowopołocku stanowią wagony KTM-5 i KTM-5A. Dodatkowo od 2004 r. są kupowane nowe tramwaje produkcji Biełkommunmasz typu AKSM-60102. W 2011 r. dostarczono jeden częściowo niskopodłogowy tramwaj typu AKSM-62103. Łącznie w Nowopołocku jest 27 wagonów liniowych.
Stan z lutego 2020 r.
| Zdjęcie        | Typ            | Eksploatacja od | Liczba |
| -------------- | -------------- | --------------- | ------ |
|                | KTM-5          | 1973            | 15     |
|                | AKSM-60102     | 2004            | 10     |
|                | AKSM-62103     | 2011            | 1      |
|                | AKSM-802       | 2014            | 1      |
| Łączna liczba: | Łączna liczba: | Łączna liczba:  | 27     |

Tabor techniczny składa się z 6 wagonów:
- GS-4 (pługi), 3 sztuki, numery 1-3
- KTM-5 (do napraw sieci trakcyjnej), 1 sztuka, numer 7
- TK-28, 1 sztuka, numer 28